# Спрінг-Гілл (Айова)
Спрінг-Гілл (англ. Spring Hill) — місто (англ. city) в США, в окрузі Воррен штату Айова. Населення — 68 осіб (2020).

## Географія
Спрінг-Гілл розташований за координатами 41°24′44″ пн. ш. 93°39′0″ зх. д. / 41.41222° пн. ш. 93.65000° зх. д. (41.412188, -93.649888).  За даними Бюро перепису населення США в 2010 році місто мало площу 0,31 км², уся площа — суходіл. В 2017 році площа становила 0,33 км², уся площа — суходіл.

## Демографія
Згідно з переписом 2010 року, у місті мешкали 63 особи в 28 домогосподарствах у складі 15 родин. Густота населення становила 202 особи/км².  Було 30 помешкань (96/км²).
Расовий склад населення:
| - 98,4 % — білих - 1,6 % — чорних або афроамериканців |

До двох чи більше рас належало 0,0 %. Частка іспаномовних становила 0,0 % від усіх жителів.
За віковим діапазоном населення розподілялося таким чином: 19,0 % — особи молодші 18 років, 63,5 % — особи у віці 18—64 років, 17,5 % — особи у віці 65 років та старші. Медіана віку мешканця становила 41,8 року. На 100 осіб жіночої статі у місті припадало 125,0 чоловіків;  на 100 жінок у віці від 18 років та старших — 112,5 чоловіків також старших 18 років.
Середній дохід на одне домашнє господарство  становив 46 995 доларів США (медіана — 38 750), а середній дохід на одну сім'ю — 65 709 доларів (медіана — 46 250). За межею бідності перебувало 6,3 % осіб, у тому числі 0,0 % дітей у віці до 18 років та 0,0 % осіб у віці 65 років та старших.
Цивільне працевлаштоване населення становило 15 осіб. Основні галузі зайнятості: освіта, охорона здоров'я та соціальна допомога — 33,3 %, виробництво — 26,7 %, будівництво — 26,7 %.